# Aplysia morio
Aplysia morio es una especie de molusco de la familia Aplysiidae. Fue descrita originariamente en el género Thethys, con base en material encontrado en Bermuda. Como otras especies del género Aplysia, esta especie es herbívora y de hábitos bentónicos.

## Nombre común
- Español: liebre de mar.[1]

## Clasificación y descripción de la especie
El cuerpo es de color marrón obscuro a negro sin ningún tipo de puntos pero algunas veces se observan líneas en la cabeza. Los rinóforos y las branquias son del mismo color que el cuerpo. La cabeza y el cuello son más estrechos respecto al resto del cuerpo. Los parapodios son muy grandes y les sirven para nadar. Tiene una concha delgada y transparente situada en la parte interior de los parapodios, junto a las branquias. Alcanza hasta los 400 mm de longitud.

## Distribución de la especie
Esta especie fue descrita por primera vez en Bermudas. Se distribuye en la costa oeste del Océano Atlántico en Estados Unidos (Rhode Island, Georgia, Florida y Texas), en México, Bermuda y Bahamas.

## Ambiente marino
Habita en arrecifes de coral.

## Estado de conservación
No se encuentra bajo ninguna categoría de riesgo.